# Lysandra ultrafowleri-margino
Lysandra ultrafowleri-margino är en fjärilsart som beskrevs av Bright och Leeds 1938. Lysandra ultrafowleri-margino ingår i släktet Lysandra och familjen juvelvingar. Inga underarter finns listade i Catalogue of Life.